# Hyacinthe Klosé
Hyacinthe Eléonore Klosé (Corfù, 11 ottobre 1808 – Parigi, 29 agosto 1880) è stato un clarinettista e insegnante di musica francese.

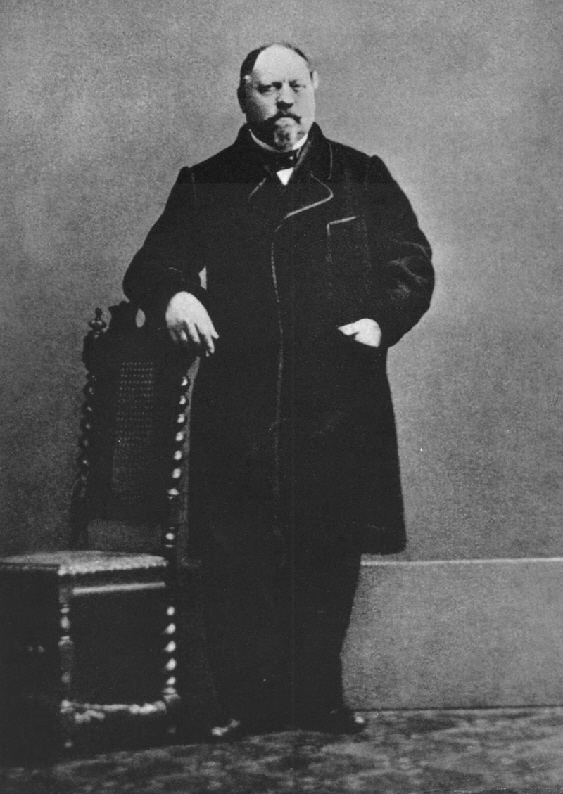
Hyacinthe Eléonore Klosé

Allievo del conservatorio di Parigi, vi insegnò clarinetto fino al 1868. Le sue ricerche volte ad adattare al clarinetto il sistema Böehm contribuirono in maniera determinante alla costruzione del clarinetto moderno. Rinomato concertista, fu tra i primi a scrivere musica per sassofono.